# ワスレナグサ
ワスレナグサ（勿忘草、忘れな草）は、広義には、ムラサキ科ワスレナグサ属の種の総称。狭義には、ワスレナグサ属の一種、シンワスレナグサ（学名：Myosotis scorpioides）の和名。ただし、園芸業界でワスレナグサとして流通しているのは、ノハラワスレナグサ (M. alpestris)、エゾムラサキ (M. sylvatica)、あるいはそれらの種間交配種である。一般には、広義の意味で称される。季語は春である。

## 特徴
ヨーロッパ原産で、北半球の温帯から亜寒帯（ユーラシア大陸・アフリカ大陸・オセアニア）に約50種が分布している。日本に渡来したのは、明治時代に園芸業者がノハラワスレナグサ (M. alpestris) を輸入したのが最初と言われている。ワスレナグサは英名で「Forget me not」といい、これを直訳し勿忘草と呼ばれるようになった。なお、ワスレナグサ属では、日本には元来、エゾムラサキ (M. sylvatica) 一種が自生分布している。
野生化して各地に群生しており、日本全国（北海道・本州・四国）に分布している。一般に日当たりと水はけのよい湿性地を好み、耐寒性に優れているが、暑さには弱い。二年生もしくは多年生植物の宿根草であるが、日本で栽培すると夏の暑さに当てられて枯れてしまうことから、園芸上は秋まきの一年生植物として扱われる（北海道や長野県の高地など冷涼地では夏を越すことが可能である）。
種まきの適期は9月～10月頃。ワスレナグサの種は発芽しにくいため、半日程度吸水させてから種をまくとよい。また、嫌光性種子のため、光が当たると発芽しにくくなる。
花期は3 - 5月（冷涼地では4月 - 7月）。春から夏にかけて薄青（紫）色・鮮青（紫）色（園芸種はさらに白色・ピンク色など）をした6–9ミリ径の小さい5弁の花を咲かせ、花冠の喉に黄色・白色の目（小斑点）をもつ。花は多数でさそり型花序をなし、開花とともにサソリの尾のような巻きは解けて真っ直ぐになる。
高さは20–50センチになり、葉が互生に付く。葉は細長く平らで、長楕円形（葉の中央付近が最も葉の幅が広い）、もしくは倒披針形（葉先近くが最も葉の幅が広い）である。葉から茎まで軟毛に覆われており、属名の Myosotis は、そうした葉の様子（細長く多毛で柔らかい）が、ネズミの耳に似ていることに由来している（ギリシャ語の「二十日鼠 (myos) +耳 (otis)」が語源）。

## 日本で見られる種
シンワスレナグサ（Myosotis scorpioides、ワスレナグサ）
種小名のscorpioides は、「サソリの尾に似た」という意味。花序がサソリの尾のように曲がっていることから。英名は true forget-me-not, water forget-me-not。ヨーロッパ産の基本種で、その他のワスレナグサ属と区別するために、true forget-me-not という呼び名が付けられている。多年生植物で、花は薄青色。ノハラワスレナグサや品種改良で作られた園芸品種などに比べると花の咲く様子が地味なので、観賞用としては敬遠される。
ノハラワスレナグサ (M. alpestris)
種小名の alpestris は、「亜高山の、草本帯の」という意味。英名は alpine forget-me-not。多年生植物。花は薄青色・鮮青色。日本の園芸業界では、ワスレナグサとして流通している。
エゾムラサキ (M. sylvatica、ミヤマワスレナグサ、ムラサキグサ）
種小名のsylvatica は、「森の」という意味。英名は garden forget-me-not, wood forget-me-not, woodland Forget-me-not。二年生から多年生の植物。花は薄青色・薄紫色。萼は切れ込みが深く、立ち上がった鉤状の毛がある（他のワスレナグサ属の萼の毛は平たく伏している）。ワスレナグサ属の中で唯一の日本在来種（元来の自生分布地は北海道根室付近と長野県松本盆地）。日本の園芸業界では、ワスレナグサとして流通している。
上記の他、ノハラムラサキ (M. arvensis)、ハマワスレナグサ (M. discolor)、品種改良で作られた園芸品種などがある。

## 利用
日本では、主に花壇や鉢植えなどで園芸観賞用として栽培されている。この属の種は全般に、ヨーロッパにおいて、肺などの呼吸器疾患（喘息や慢性気管支炎など）に効果があるとされ、民間療法で薬（シロップ薬、鎮咳去痰薬）として用いられることがある。

## 文化
ランカスター家初代イングランド国王ヘンリー4世は、即位前に追放されていた時に、ワスレナグサを自らの紋章として選んだ。「私を忘れないで」という名前のため、この花の伝説は世界中に伝わっている。
欧米諸国では、古来より友愛や誠実の象徴として広く親しまれ、アメリカ合衆国ではアラスカ州の州花にもなっている（一般名の forget-me-not としてで、種小名は特定されていない）。

### 語源にまつわる伝説
花の名前を付けたのは旧約聖書の登場人物であるアダムという伝説がある。アダムがエデンの園に住んでいた頃、彼が花の名前を一通りつけ終わって歩いていると、小さな花に声をかけられた。「私の名前はなんて言うの？こんなにかわいい花を見落とすなんて。」アダムは嘆き、「二度と忘れないよ。名前は勿忘草だ。」と名付けたという。
また、中世ドイツの悲恋伝説に登場する主人公の言葉にも由来がある。その昔、騎士ルドルフは、ドナウ川の岸辺に咲くこの花を、恋人ベルタのために摘もうと岸を降りたが、足を滑らせて水中に消えてしまい、命を落とした。その時にルドルフは最後の力を尽くして花を岸に投げ、„Vergiss-mein-nicht!“（僕のことを忘れないで！）という言葉を残して死んだ。残されたベルタはルドルフの墓にその花を供え、彼の最期の言葉を花の名にしたとされている。
このような伝説から、この花の名前は当時ドイツ語でVergissmeinnichtと呼ばれ、英名もその直訳のforget-me-notである。日本では、1905年（明治38年）に植物学者の川上滝弥によって、「勿（してはいけない）忘（忘れる）草」の意として、初めて「勿忘草」「忘れな草」と名付けられた。また、植物学者の牧野富太郎は「忘るな草（わするなぐさ）」と名付けたが、現在は別名として知られているだけである。これは、ユリ科のワスレグサとの混同を避けるためである。
それ以外の多くの言語でも、イタリア語のnontiscordardiméやスウェーデン語のförgätmigej、ハンガリー語のnefelejcsなど、同様の意味の名前が付けられている。
花言葉の「真実の愛」「私を忘れないで下さい」も、この伝説に由来する。

### ワスレナグサにまつわる作品
- ドイツ擬古典主義の詩人・プラーテン(August von Platen-Hallermünde（1796年-1835年））の詩 - 先述した悲恋伝説を詠んだ詩
- ドイツの詩人・ウィルヘルム・アレント（ドイツ語版）の詩「わすれなぐさ (Vergiss-mein-nicht)」 - 上田敏が翻訳したものが知られている（訳詩集『海潮音』所収）
- テレビアニメ『あの日見た花の名前を僕達はまだ知らない。』 - A-1 Pictures制作。2011年4月から6月までフジテレビ「ノイタミナ」枠などで放送された。

## ワスレナグサの含まれる歌詞または題名の歌
ポピュラー音楽
| - 忘れな草をあなたに（ヴォーチェ・アンジェリカ・1963年、倍賞千恵子、菅原洋一・1971年） - 千曲川（五木ひろし・1975年） - Non ti scordar di me（エルネスト・デ・クルティス・1935年) - 忘れな草をもう一度（中島みゆき・1982年） - 夢の跡（村下孝蔵・1982年） - Forget-me-not（さだまさし・1984年） - Forget-me-not（尾崎豊・1985年） - 虹のDreamer （浅香唯・1987年） - Forget Me Not（BONNIE PINK・1998年） - わすれな草（のっこ・1998年） - 勿忘草（人格ラヂオ・2003年） - 勿忘草〜Kの葬列〜（ナイトメア・2003年） - 勿忘草（柴咲コウ・2003年） - コバルトブルー（THE BACK HORN・2004年） - 勿忘草（rice・2005年） - 勿忘草（w-inds.・2007年） | - 忘れな草（me-al art・2007年） - ワスレナグサ（タテタカコ・2007年） - 勿忘草（ピコ・2010年） - 儚い指先（KAT-TUN・2012年） - forget-me-not 〜ワスレナグサ〜（FLOWER・2012年） - サークルゲーム（Galileo Galilei・2013年） - 勿忘草の待つ丘、アルバム『forget me not』（南壽あさ子・2017年） - 胎内回帰（BUCK-TICK・2018年） - ワスレナグサ (まんぼう二等兵・2018年) - 桜の頃（依田芳乃（高田憂希）、小早川紗枝（立花理香）、道明寺歌鈴（新田ひより）、浜口あやめ（田澤茉純）、脇山珠美（嘉山未紗）・2018年） - forget-me-not（ReoNa・2019年） - December 9（ACE COLLECTION・2019年） - ワスレナグサ（蓮花・2020年） - 勿忘（Awesome City Club・2021年） - 勿忘草（川野夏美・2021年） - 勿忘草（高橋優・2022年） - 勿忘草（GReeeeN・2023年) |